# Stereokemija
Stereokemija je veja kemije, ki vključuje raziskovanje relativnih prostorskih ureditev atomov, ki tvorijo strukturo molekul, in njihovo manipulacijo. Stereokemija se osredotoča na stereoizomere, ki imajo po definiciji ista molekulsko formulo in zaporedje vezanih atomov, vendar se med seboj razlikujejo v tridimenzionalni usmeritvi atomov v prostoru. Zaradi tega je znana tudi kot 3D kemija – predpona stereo- pomeni trirazsežnost.
Pomembna veja stereokemije je študija kiralnih molekul. Stereokemija se razteza čez celotni spekter organske, anorganske, biološke, fizikalne in še posebej supramolekularne kemije. Stereokemija vključuje metode za ugotavljanje in opisovanje teh odnosov; vpliv na fizikalne ali biološke lastnosti teh odnosov na molekule in način, kako ti odnosi vplivajo na reaktivnost molekul (dinamična stereokemija).

## Zgodovina
Louis Pasteur bi lahko upravičeno veljal za prvega stereokemika, saj je že leta 1849 ugotovil, da lahko soli vinske kisline (tartrati), pridobljene iz vina, lahko ravninsko sukajo polarizirano svetlobo, medtem ko je soli iz drugih virov ne. Vzrok te lastnosti, edine, po kateri sta se vrsti tartrata fizikalno razlikovali, je optična izomerija. Leta 1874 sta Jacobus Henricus van 't Hoff in Joseph Le Bel pojasnila optično aktivnost v smislu tetraedrične razporeditve atomov, vezanih na ogljik.

## Pomen
Cahn-Ingold-Prelog prioritetna pravila so del sistema za opisovanje stereokemije molekule. Atome okoli stereocentra rangirajo na standardni način, kar omogoča nedvoumni opis relativnega položaja teh atomov v molekuli. Fischerjeva projekcija je poenostavljen način prikaza stereokemije okoli stereocentra.

### Primer talidomida
Pomembnost poznavanja stereokemije se pogosto ponazarja s katastrofo talidomida. Talidomid je zdravilo, ki so ga prvič pripravili leta 1957 v Nemčiji z namenom zdravljenja jutranje slabosti pri nosečnicah. Zdravilna učinkovina se je izkazala za teratogeno, povzročujoč hude genetske okvare na rast in razvoj zgodnjega zarodka, ki vodijo k deformaciji dojenčkovih okončin. Nekaj izmed mnogih predlaganih mehanizmov teratogenosti vključuje različne biološke funkcije enantiomerov (R)-talidomida in (S)-talidomida. V človeškem telesu je talidomid podvržen racemizaciji: četudi z zdravilom zaužijemo le en enantiomer, bo kljub temu kot posledica metabolizma nastal tudi drugi enantiomer. S tega vidika je trditi, da je en stereoizomer varen, medtem ko je le drugi teratogen, napačno. Talidomid se trenutno uporablja za zdravljenje drugih bolezni, predvsem raka in gobavosti. Njegovo uporabo s strani nosečnic in razvojne deformacije se danes preprečuje s strogima regulativo in nadzorom. Ta nesreča je bila gonilna sila za implementacijo striktnega testiranja zdravil pred njihovo sprostitvijo na trg.

## Opredelitev pojmov
Obstaja mnogo definicij, ki opisujejo posebne konformere (IUPAC Gold Book). Njihova snovalca sta William Klyne in Vladimir Prelog s svojim sistemom Klyne-Prelog za nomenklaturo:
- diedrski kot ±60° se imenuje gauche [6]
- diedrski kot med 0° in ± 90° se imenuje sin (s)
- diedrski kot med ± 90° in 180° se imenuje anti (a)
- diedrski kot med 30° in 150° ali med -30° in -150° se imenuje klinalni
- diedrski kot med 0° in 30° ali 150° in 180° se imenuje periplanarni (p)
- diedrski kot med 0° in 30° se imenuje sinperiplanarni ali sin- ali cis-konformacija (sp)
- diedrski kot med 30° in 90° ali -30° in -90° se imenuje sinklinalni ali gauche (sc)[7]
- diedrski kot med 90° in 150° ali -90° in -150° se imenuje antiklinalni (ac)
- diedrski kot med ±150° do 180° se imenuje antiperiplanarni ali anti ali trans (ap).

Torzijska napetost je posledica upora na zvijanje okoli vezi.

## Vrste
- Atropizomerija
- Cis-trans izomerija
- Konformacijska izomerija
- Diastereomeri
- Enantiomeri